# Invizimals: Le creature ombra
Invizimals: Le creature ombra (Invizimals: Shadow Zone) è un videogioco d'azione per PSP sviluppato da Novarama e pubblicato dalla Sony Computer Entertainment. È il sequel del videogioco Invizimals. Come tale, consiste nel collezionare delle creature, e richiede l'utilizzo della fotocamera PSP.
È stato messo in commercio il 12 novembre 2010 in Europa e il 25 ottobre 2011 in Nord America. Il gioco comprende inoltre una carta trappola necessaria per giocare (come in Invizimals), ma può essere facilmente sostituita stampandone una nuova. Un sequel, intitolato Invizimals: Le tribù scomparse, è stato annunciato nel giugno 2011 e messo in commercio il 4 novembre dello stesso anno.

## Trama
Il gioco comincia rincontrando Jazmin che è pronta per andare all'aeroporto per Barcellona, in Spagna, dove ritroveremo il dottor Dawson e Keni; più avanti si farà anche la conoscenza della professoressa Alex Michaels. Questa rivela che gli Invizimals non sono stati scoperti, ma sono stati loro a mostrarsi spontaneamente; Dawson rimane confuso da questa rivelazione, e dopo un combattimento con il suo Firecracker anche la professoressa entrerà a far parte della squadra. Si scoprirà, grazie agli studi della professoressa, che gli Invizimals esistevano anche nell'antichità, nei miti e nelle leggende, ma gli antichi li vedevano in modo diverso (come Draco, Griffonator, Nessie, Yeti, Shapeshifter). Così inizierà la caccia in vari punti del mondo che hanno un'atmosfera di misteri: con Keni si andrà in Africa per studiare sul Kilimangiaro la storia dei guerrieri Masai; con Jazmin si andrà prima in India, dove tra l'altro si trova il famigerato Yeti, e più avanti in Cina per catturare i guardiani dell'imperatore dragone, Xiong Mao, Quinling, Glaucus, Xue Hu e lo stesso imperatore dragone reincarnatosi nell'Invizimal drago Shenlong; con Dawson andremo nella foresta Maya, in Messico, per catturare il Chupacabra e il serpente piumato Kukulcan (che si scopriranno essere degli Invizimals).
Più avanti, in Africa, Keni catturerà un Rattleraptor diverso da quello originale: mostrandolo a Dawson il dottore capirà a sue spese (infatti il Rattleraptor gli morderà il dito) che questa nuova tipologia di Invizimals è molto più aggressiva, ama il combattimento ed è più oscura; li chiama così Invizimals Oscuri. Dawson scopre inoltre che gli Invizimals Oscuri provengono dalla Zona d'Ombra, una dimensione parallela formata dalla stessa materia presente nei Buchi neri. In America del Nord Dawson si sente seguito e di notte lui e il giocatore riescono a catturare un altro Rattleraptor Oscuro; ma la vicinanza dell'Invizimal malefico sembra prosciugare al professore la sua energia vitale. La professoressa Alex farà capire a tutti che grazie alla loro presenza gli Invizimals Oscuri hanno portato in vita i personaggi delle leggende e dei miti, ma possono anche togliere quella vita proprio come il Rattleraptor Oscuro sta facendo con il dottore. Una volta stordito l'Invizimal il dottore si sente molto meglio.
Intanto, in Egitto, Keni ha scoperto una caverna dove trova un'illustrazione che indica il luogo dove si può aprire il portale per la Zona d'Ombra, e sarebbe l'Inghilterra. In quel momento qualcuno entra nella visuale della PSP del giocatore e si scopre che è nient'altri se non Campbell: non era morto al Nido della Vipera, come si credeva, ma era stato mandato nella Zona d'Ombra e usando i poteri di quel luogo aveva corrotto alcuni Invizimals (tra cui il suo Bratbat mutato) trasformandoli in Invizimals Oscuri, e aveva tenuto d'occhio tutti fino a questo momento (infatti, durante alcuni filmati, si poteva vedere l'immagine distorta di Campbell che sogghignava e rideva). A questo punto il giocatore, Keni e il dottor Dawson si recano in Inghilterra e vedono Campbell che si rifugia in una torre, ma arrivati lì vedono solo degli specchi; la professoressa Alex spiega che gli specchi servono per riflettere la luce e individuare così il luogo esatto dove si aprirà il portale.
Si dirigono così a Stonehenge dove il portale è quasi completato e lì si trova anche Campbell: egli spiega che vuole usare gli Invizimals Oscuri per dominare il mondo. Keni si ritrova costretto così a fermare di nuovo il folle uomo come aveva fatto l'ultima volta, ma viene fermato da Dawson: come spiega Campbell stesso la vicinanza con gli Invizimals Oscuri corrompe anche l'anima del loro portatore, infatti. Il Rattleraptor Oscuro era si stordito ma la sua essenza aveva silenziosamente corrotto Dawson. Il giocatore combatte contro il povero dottore, divenuto una pedina di Campbell, e questa volta distrugge il Rattleraptor Oscuro, liberando così Dawson dalla sua influenza. A questo punto bisogna affrontare Campbell e il suo Bratbat Oscuro e dopo un'estenuante lotta anche lui viene sconfitto.
Ma era tutta una messinscena: Campbell voleva guadagnare tempo per far sì che il portale fosse completo: infatti dal portale esce Icelion Oscuro, il maestro supremo degli Invizimals Oscuri, ma incredibilmente, invece di ubbidire a Campbell lo trascina di nuovo nella Zona d'Ombra. Il portale però non si chiude nonostante Campbell sia stato sconfitto; a questo punto Keni giunge ad una conclusione: gli Invizimals non volevano che Campbell restasse sulla Terra, ma come colui che sembra padroneggiare gli Invizimals (cioè Campbell), e che rappresenta una minaccia per loro, anche colui a cui si sono mostrati per la prima volta (Keni) deve andare nella Zona d'Ombra. Così, sotto lo sguardo disperato del dottor Dawson e la compagnia di Icelion Oscuro (che era tornato indietro per portare anche lui) Keni si avventura nel mondo degli Invizimals, dicendo a Dawson che ci sarà un modo affinché lui possa ritornare sulla Terra da loro.

## Sviluppo
Il titolo, di cui se ne è parlato nei mesi antecedenti, è stato annunciato e presentato all'Electronic Entertainment Expo 2010, messo in commercio poi presso la PlayStation Store europeo il 16 giugno 2010. Tuttavia, è stato rimosso dall'App Store il giorno successivo.
Il titolo è impostato per caratterizzare oltre 100 creature da raccogliere, la capacità di modificare gli Invizimals rispetto al primo capitolo tramite il nome, cambiare il colore, così come la possibilità di scegliere tra una selezione più ampia di attacchi. Invizimals: Le creature ombra contiene anche una nuova campagna e una modalità cooperativa di cattura.

## Personaggi
Kenichi (Keni) Nakamura
Keni, lo scopritore degli Invizimals, intraprende di nuovo un viaggio per catturare ancora le creature invisibili aiutato dagli amici Jazmin e Dawson. Fonderà il gruppo noto come l'Alleanza. Il suo Invizimal è Stingwing. La sua PSP è nera.
Jazmin Nayar
Jazmin, un'esperta cacciatrice, che aiuterà Keni e Dawson in tutto il mondo per scoprire nuovi Invizimals. La sua PSP è rosa.
Bob Dawson
Il professor Dawson è colui che ha aiutato Keni a scoprire il comportamento degli Invizimals. Cercherà ogni informazione in tutto il mondo per trovare i nuovi Invizimals delle mitologie. Lui e la professoressa Alex condividono molto gli studi sulla mitologia. Il suo Invizimal è Firecracker; quando sarà posseduto dai poteri di Campbell avrà Rattleraptor Oscuro. La sua PSP è nera.
Alex Michaels
La professoressa Alex Michaels è un'esperta di mitologia classica della libreria di Barcellona. Fornirà molte informazioni sugli Invizimals. La sua PSP è nera.
Sebastian Campbell
Campbell era un miliardario inglese che voleva utilizzare gli Invizimals per dominare il mondo, ma è stato sconfitto. Creduto morto da tutti è finito nella Zona d'Ombra dove imparò a usare i poteri oscuri di quel luogo per trasformare gli Invizimals in Invizimals Oscuri. Il suo Invizimal è Bratbat Oscuro. La sua PSP è nera.

## Guest star
Una volta raggiunto il grado di Guardiano dell'Onda verrà sbloccato un Invizimal segreto: Sackboy, il protagonista del videogioco LittleBigPlanet: la descrizione afferma che gli Invizimals sono dovunque e dove meno ce lo aspettiamo e la prova è proprio Sackboy; nel gioco gli viene dato l'attributo Giungla.